# ECSA
De European Composer and Songwriter Alliance (ECSA) is een internationale non-profitorganisatie, die bestaat uit 50 verenigingen van componisten en songwriters uit heel Europa. De vereniging vertegenwoordigt ongeveer 23.000 componisten in verschillende Europese landen. ECSA werd in 2007 opgericht en krijgt steun van het Creative Europe Programme van de Europese Unie.

## Geschiedenis
De basis voor ECSA werd gelegd op 4 februari 2006, toen 100 componisten uit meer dan 30 Europese landen tijdens de European Composers' Congress in de Musikverein in Wenen een intentieverklaring tekenden waarin ze te kennen gaven een federatie voor Europese componisten op te willen richten. Op 7 maart 2007 kwamen drie verenigingen, APCOE (Alliance of Popular Composer Organizations in Europe), ECF (European Composers' Forum) en FFACE (Federation of Film and Audio-visual Composers of Europe) samen in Madrid voor de officiële oprichting van de European Composer and Songwriting Alliance (ECSA).

## Organisatiestructuur
De vereniging is opgebouwd uit drie commissies, ingedeeld naar muzikaal genre (popmuziek, klassieke muziek en film en audiovisuele muziek): de Alliance of Popular Music Composers of Europe (APCOE), de European Composers' Forum (ECF) en de Federation of Film and Audiovisual Composers of Europe (FFACE). Het ECSA-bestuur bestaat uit negen leden, drie uit elke commissie. De voorzitter (anno 2017) is Alfons Karabuda van APCOE. Het ECSA-hoofdkantoor (ECSA Secretariat) is gevestigd in Brussel en houdt zich bezig met administratie en het dagelijks bestuur.

## Samenwerking
ECSA werkt samen met de Mensenrechtenraad van de Verenigde Naties, de Society of Composers and Lyricists (SLC), de Songwriters Association of Canada en de International Music Council.